# Остерија ди Пјетрађала (Пезаро и Урбино)
Остерија ди Пјетрађала је насеље у Италији у округу Пезаро и Урбино, региону Марке.
Према процени из 2011. у насељу је живело 37 становника. Насеље се налази на надморској висини од 539 м.